# Ahkal Mo’ Nahb II
Ahkal Mo’ Nahb II znany też jako Chaacal II lub Akul Anab II (ur. 3 września 523, zm. 21 lipca 570) – majański władca miasta Palenque i następca K’an Joy Chitama I. Panował w latach 565-570.
Był wnukiem swojego imiennika Ahkal Mo’ Nahb I, lecz nie ma pewności czy był synem K’an Joy Chitama I. Na tron wstąpił 2 maja 565 roku w wieku 41 lat, ale panował zaledwie pięć lat. Nie są znane żadne wydarzenia z jego rządów poza tym, że 13 stycznia 567 roku brał udział w uroczystościach z okazji nastania 13 tuny według kalendarza Majów.
Zmarł 21 lipca 570 roku nie pozostawiając następcy. Z tego powodu w Palenque przez blisko dwa lata panowało bezkrólewie. Dopiero w kwietniu 572 roku władzę objął Kan Bahlam I, przypuszczalnie młodszy brat zmarłego władcy.
Na sarkofagu Pakala Wielkiego wyryto jego imię, ale bez wizerunku jak w przypadku innych władców. Być może dlatego, że nie pozostawił bezpośredniego następcy.